# Seweryn Soplica
Seweryn Soplica, cześnik parnawski – postać literacka stworzona przez Henryka Rzewuskiego, narrator gawęd zebranych w powieści-gawędzie szlacheckiej Pamiątki JPana Seweryna Soplicy, cześnika parnawskiego  z 1839 r. oraz Uwag o dawnej Polsce przez starego Szlachcica Seweryna Soplicę Cześnika Parnawskiego napisane 1832 r.
Postać Seweryna Soplicy zainspirowała Adama Mickiewicza, który zetknął się z gawędami Rzewuskiego w roku 1830 w Rzymie. Pod ich wypływem Mickiewicz stworzył w latach 1832-1834 Pana Tadeusza, w której głównym bohaterom nadał zaczerpnięte od Rzewuskiego nazwisko Soplica, a ich dworek nazwał Soplicowo. 

## Literatura
- Henryk Rzewuski: “Pamiątki JPana Seweryna Soplicy, cześnika parnawskiego”. (wiele wydań). Brak numerów stron w książce
- Henryk Rzewuski: “Uwagi o dawnej Polsce przez starego szlachcica Seweryna Soplicę cześnika parnawskiego napisane w 1832 roku. Rękopis niewydany ręką Henryka Rzewuskiego”. opr. Warszawa: Fundacja Akademia Humanistyczna, 2003. ISBN 83-89348-08-X. Brak numerów stron w książce